# Óscar Mejía
Óscar Mejía Abreu (nacido en Jarabacoa, República Dominicana, el 7 de diciembre de 1978) es un futbolista profesional dominicano, se desempeña en el terreno de juego como portero y su actual club es el Jarabacoa FC de la Liga Dominicana de Fútbol.

## Historia
Su primer deporte fue el béisbol, en el que inició a los siete años, pero a los nueve años jugó al fútbol en la escuela y se enamoró del deporte rey. Tuvo la oportunidad de firmar con un equipo de primera categoría en el béisbol dominicano, pero finalmente se decidió por la emoción que le significa estar en la portería. Su héroe de infancia es el portero mexicano Jorge Campos.
Ingresó a la selección juvenil dominicana a los 14 años de edad, jugando tanto la posición de portero como las de mediocampista y delantero. Sus primeros equipos en República Dominicana fueron el Jarabacoa FC y el Bancredicard, hoy en día llamado Club Barcelona Atlético.

## Trayectoria
En 1994, salió con la selección juvenil dominicana a una gira europea por Alemania, Suecia y Dinamarca. El entrenador Manfred Höner gestionó los contactos para que el jugador fuera a probarse en un club de la segunda división de Bélgica junto al delantero Omar Zapata, luego de varias semanas allí, ambos jugadores retornaron a la República Dominicana sin lograr sus propósitos.
En 1996 es llevado al continente sudamericano donde su internacionalización y formación como futbolista profesional comenzó con la Academia Tahuichi Aguilera, de Santa Cruz, Bolivia. 
En el mismo año 1996, hace su debut a nivel superior en la selección de fútbol de la República Dominicana, con la cual lograría el récord mundial de 8 goles anotados por un portero en partidos internacionales. 
En 1999, fue firmado para jugar con el Club Deportivo Atlético Marte, uno de los principales equipos del fútbol de El Salvador, con el cual increíblemente marcó 3 goles y una asistencia.
En 2001, fue llamado para entrenar en las filas del "D.C. United" de la MLS de los Estados Unidos; luego por el "Atlante" de México y por el "Joe Public" de Trinidad y Tobago. 
Finalmente fue firmado por los Long Island Rough Riders de la Segunda división Estados Unidos.
En 2003, retornó al fútbol de El Salvador, firmado por el Club Deportivo Luis Ángel Firpo. De la Primera División de El Salvador, en la temporada 2004 solo permitió 9 goles en los 13 partidos en que jugó, lo cual le valió ser reconocido como el Portero Menos Vencido del torneo. Sin embargo, no pudo repetir dicho título para el campeonato de 2005 y terminó saliendo del plantel del Firpo.
Mejía Participó en la Primera División de República Dominicana en la temporada 2007, con el equipo Moca FC, anotando 4 goles.
Actualmente el estadio oficial del equipo de futbol dominicano Jarabacoa FC lleva su nombre

## Clubes
| Club                       | País                 | Año           |
| -------------------------- | -------------------- | ------------- |
| Academia Tahuichi Aguilera | Bolivia              | 1997 - 2001   |
| CD Atlético Marte          | El Salvador          | 1999 - 2001   |
| Long Island Rough Riders   | Estados Unidos       | 2002-2003     |
| CD Luis Ángel Firpo        | El Salvador          | 2003-2006     |
| Moca FC                    | República Dominicana | 2006-2008     |
| Jarabacoa FC               | República Dominicana | 2008-presente |